# Euproctoides ertli
Euproctoides ertli är en fjärilsart som beskrevs av Wichgraf 1922. Euproctoides ertli ingår i släktet Euproctoides och familjen tofsspinnare. Inga underarter finns listade i Catalogue of Life.